# Charity: Water
Charity: Water es una organización sin ánimo de lucro fundada en 2006 que proporciona agua potable en países en vía de desarrollo. Según la organización, ha financiado 111.000 proyectos relacionados con el agua potable en 29 países.

## Historia
Su fundador, Scott Harrison, realizó a partir de 2004 servicio voluntario en Liberia con la organización internacional humanitaria Mercy Ships, y reconoció que los problemas en torno a la educación, la seguridad y la salud pueden tener su origen en la falta de agua potable y de sistemas de saneamiento básicos.
Harrison fundó la organización benéfica en 2006, y un año después se puso en contacto con varios empresarios tecnológicos para pedirles ayuda y asesoramiento. Entre ellos se encontraban Mark Zuckerberg de Facebook, Tom Anderson de MySpace y Michael Birch de Bebo. Birch fue el primero en responder con ayuda monetaria y técnica y con presentaciones a líderes influyentes de la industria tecnológica de Silicon Valley, además de rediseñar el sitio web de la organización benéfica y donar personalmente un millón de dólares a la causa. A partir de entonces, varias celebridades han apoyado a la organización.